# حسی که به من می‌دهی
حسی که تو به من میدی (به انگلیسی: The Way You Make Me Feel) نام تک‌آهنگی از خوانندهٔ آمریکایی مایکل جکسون است که در آلبوم بد منتشر شد. حسی که تو به من میدی از موفق‌ترین ترانه‌های جکسون است که در سال ۱۹۸۷ منتشر شد و سومین تک‌آهنگ منتشر شده برای آلبوم بد بود.
این ترانه در جداول موسیقی آمریکا (بیلبورد ۱۰۰)، کانادا و ایرلند به رتبهٔ ۱ دست یافت.
این ترانه تاکنون توسط خوانندگان بسیاری دوباره‌خوانی شده‌است.
موزیک ویدئوی مشهور ۷ دقیقه‌ای این ترانه، جکسون را در حال تعقیب زنی با نام تاتیانا تامبزن در خیابان نشان می‌دهد که در آن با حرکات پیچیدهٔ رقص به او اظهار علاقه می‌کند. این موزیک ویدئو پس از انتشارش، بر خوانندگان بسیاری تأثیر گذاشته و بسیار مورد تقلید قرار گرفته‌است.
این ترانه در تمام تورهای جهانی جکسون اجرا شده‌است. از معروف‌ترین اجراهای این ترانه، جوایز گرمی سال ۱۹۸۸ است که جکسون سبک ترانه را تغییر می‌دهد و آن را به صورت آرام اجرا می‌کند و پس از دیدن یک دختر ترانه را تند می‌کند. این اجرا نیز بر خوانندگان بسیاری تأثیر گذاشته‌است.

## موزیک ویدئو
موزیک ویدئو «حسی که تو به من میدی» توسط جو پیتکا کارگردانی شد و در ژوئن ۱۹۸۷ در اسکید رو، لس آنجلس فیلمبرداری شد. طراحی آن توسط جکسون و وینسنت پترسون انجام شد. نسخه کوتاه ویدئو شش دقیقه و چهل و چهار ثانیه و نسخه کامل نه دقیقه و سی و سه ثانیه است. این ویدئو با گروهی از مردان شروع می‌شود که سعی می‌کنند زنان را بگیرند اما موفق نمی‌شوند. به یکی از مردها، جکسون، گفته می‌شود که به خانه برود و دیگر با بچه‌های دیگر رفت و آمد نکند. وقتی جکسون به خانه می‌رود، یک مرد مسن (با بازی جو سنکا) که روی پله‌های خانه‌اش نشسته، به او می‌گوید که فقط خودش باشد. جکسون متوجه زنی با نقش آفرینی مدل/رقصنده تاتیانا تامبزن می‌شود که به تنهایی در خیابان‌ها قدم می‌زند.
اندکی پس از آن که جکسون از یک کوچه بیرون رفته و در حالی که در خیابان راه می‌رود مقابل تامبزن می‌ایستد. با این حال، جکسون را نادیده می‌گیرد و به راه رفتن ادامه می‌دهد، که باعث می‌شود بقیه بچه‌ها او را مسخره کنند. جکسون فریاد می‌زند که توجه همه از جمله تامبزن را به خود جلب می‌کند. جکسون بعد از رفتن به سمت او شروع به خواندن آهنگ حسی که به من می‌د‌هی برای او می‌کند و در عین حال می‌رقصد. تامبزن بی‌علاقه از آنجا دور می‌شود. جکسون او را دنبال می‌کند، که توسط دوستانش تشویق می‌شود تا او را تعقیب کنند. رقص دیگری شروع می‌شود که شامل دوستان جکسون می‌شود که منجر به تعقیب زن در سراسر محله توسط جکسون می‌شود. این ویدئو با جکسون به پایان می‌رسد که در نهایت تامبزن را به دست می‌آورد و او را در آغوش می‌گیرد، در حالی که شیر آتش نشانی آب را به بیرون می‌پاشد. در این کلیپ تصویری خواهر جکسون، لا تویا، در نقش یکی از دوستان تامبزن است.
این موزیک ویدئو در ۳۱ اکتبر ۱۹۸۷ منتشر شد، و یک نامزدی در مراسم جوایز موسیقی ویدئویی ام‌تی‌وی در سال ۱۹۸۸ دریافت کرد. این ویدئو، در کنار ویدئوی «بد» جکسون، نامزد بهترین رقص شد، اما به ویدئوی «اصل لذت»، جنت، خواهر کوچک‌تر جکسون، شکست خورد.